# Thủ tướng Estonia
Thủ tướng Estonia (tiếng Estonia: peaminister, theo nghĩa thông thường là Bộ trưởng chủ chốt hoặc Bộ trưởng đứng đầu) là người đứng đầu chính phủ Cộng hòa Estonia. Thủ tướng được Tổng thống đề cử sau khi tham khảo ý kiến thích hợp với các phe phái của quốc hội và được Quốc hội xác nhận. Trong trường hợp bất đồng, Quốc hội có thể từ chối đề cử của Tổng thống và chọn ứng cử viên của riêng họ. Trong thực tế, vì Thủ tướng phải duy trì sự tín nhiệm của Nghị viện để duy trì chức vụ, và thường là lãnh đạo của đối tác cao cấp trong liên minh cầm quyền. Thủ tướng hiện tại là Kristen Michal của Đảng Cải cách.
Khác biệt với những người đồng cấp của mình trong các nước cộng hòa nghị viện khác, Thủ tướng là vừa là lãnh đạo hành pháp de jure và de facto. Điều này là do Hiến pháp rõ ràng trao quyền điều hành cho Chính phủ, trong đó Thủ tướng là người lãnh đạo. Trong hầu hết các nước cộng hòa nghị viện khác, tổng thống ít nhất là lãnh đạo hành pháp danh nghĩa, trong khi bị ràng buộc bởi quy ước hành động theo lời khuyên của nội các.